# علی محمدوف
علی محمدوف (ترکی آذربایجانی: Əli Hüseyn oğlu Məmmədov; ۱۱ اوت ۱۹۵۵ – ۱ اکتبر ۱۹۹۲) قهرمان ملی جمهوری آذربایجان است، که در سال ۱۹۹۲ در جنگ قره‌باغ کشته شد.

## زندگی‌نامه
علی محمدوف در ۱۱ اوت سال ۱۹۵۵، در شهر نخجوان جمهوری خودمختار نخجوان در آذربایجان شوروی به دنیا آمد. از آنجا که در دوران کودکی‌اش، خانواده اش به باکو منتقل شد، در مدرسه شماره ۲۵۵ این شهر تحصیل گرفت. در سال ۱۹۷۵، دوره خدمت سربازی خود را در یگان‌های ارتش شوری مستقر در مجارستان سپری کرد.
علی محمدوف دانش‌آموخته آکادمی نیروی انتظامی آذربایجان می‌باشد. او بعدها به عنوان سروان پلیس در قسمت تحقیقات جنایی وزارت کشور مشغول به کار بود.

## جنگ قره‌باغ
از سال ۱۹۹۲، علی محمدوف زود زود به خط مقدم جبهه قره‌باغ اعزام می‌شده‌است. در ۲۴ سپتامبر ۱۹۹۲، به عملیات دفاع از شهرستان لاچین پیوست. با وجود اینکه به همراه هم‌رزمانش توانستند ارتفاع «قیزارتی» را بازپس‌گیرند، ولی بامداد اول اکتبر مورد حمله شدید ارتش ارمنستان قرار گرفتند. وی هنگام تلاش برای تخلیه مجروحان از میدان جنگ به جاهای امن از ناحیه سر مورد اصابت گلوله قرار گرفته و در مصاف نبرد جان خود را از دست داد.

## خانواده
علی محمدوف متأهل و دارای ۲ فرزند بود.

## نشان
طبق فرمان شماره ۲۷۳ رئیس‌جمهور آذربایجان، مورخ ۱۹ اکتبر سال ۱۹۹۲، به علی محمدوف فرزند علی‌حسین در پاس اقدامات قهرمانانه‌اش، پس از مرگش نشان قهرمان ملی این کشور اعطاء گردید.

## گرامیداشت
یکی از خیابان‌های شهر باکو وامدار اسم علی محمدوف است.